# ŽFK Breznica
El ŽFK Breznica es un club de fútbol femenino montenegrino de la ciudad de Pljevlja, que juega en la 1. ŽFL, máxima categoría del fútbol femenino en ese país.
En la temporada 2015-16, el equipo ganó el primer título de campeón en la historia del club.
El club es de la misma ciudad que uno de los clubes montenegrinos más exitosos en el fútbol masculino, el FK Rudar.

## Historia
Nombrado en honor al río Breznica, el club se fundó en 2013.
El ŽRK Breznica jugó su primera temporada en la Liga Femenina de Montenegro en la temporada 2013-14, finalizando en el segundo lugar. El mismo resultado se obtuvo en la temporada 2014-15.
En la temporada 2015-16, ŽFK Breznica tuvo un gran éxito, ganando sorprendentemente el título de campeón, después de la larga lucha con ŽFK Ekonomist. Ambos equipos tuvieron la misma puntuación, pero ŽFK Breznica fue mejor en partidos directos.
Con su primer título, ŽRK Breznica ganó participación en la Liga de Campeones Femenina de la UEFA 2016-17.

## Palmarés
- Liga Femenina de Montenegro (10): 2015/16, 2016/17, 2017/18, 2018/19, 2019/20, 2020/21, 2021/22, 2022/23, 2023/24, 2024/25.